# Stater
En stater var under antiken en grekisk myntenhet som motsvarade två drachmer (ibland fyra enligt somliga uppgifter). Kallades även "dubbeldrachma" respektive "tetradrachma".
Statern präglades i silver, guld eller någon form av legering och vägde olika mycket i olika stadsstater. Myntet kunde ha olika motiv på fram- och baksidan eller ibland stansas så att samma motiv förekom på båda sidorna i låg- respektive högrelief.

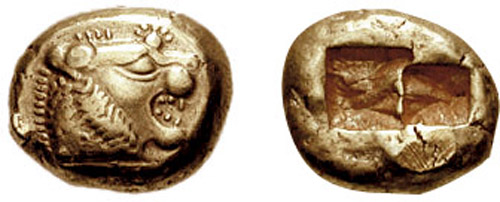
Mynt från 500-600 före Kristus.
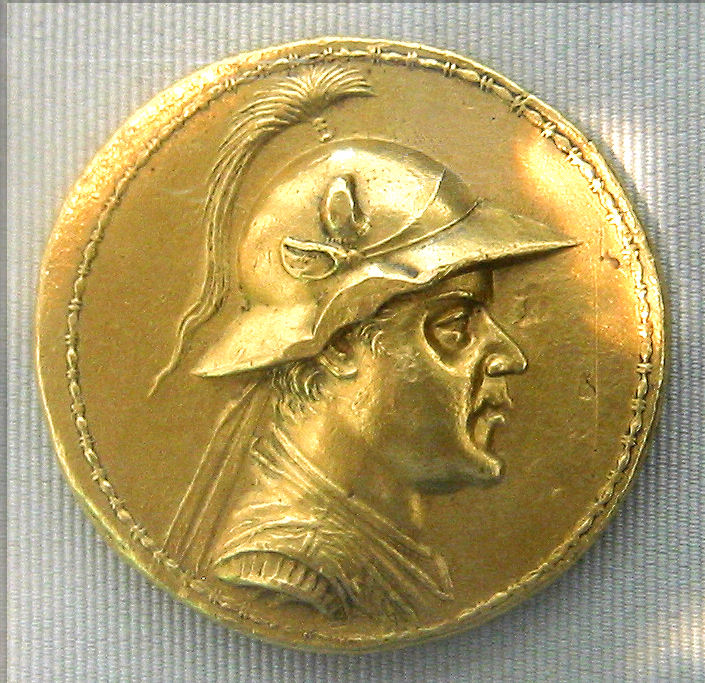
Guldstater med den grekiske kungen Eucratides, vilket tros vara det största guldmyntet som myntades under antiken. Myntet väger 169.2 gram och har en diameter på 58 millimeter.
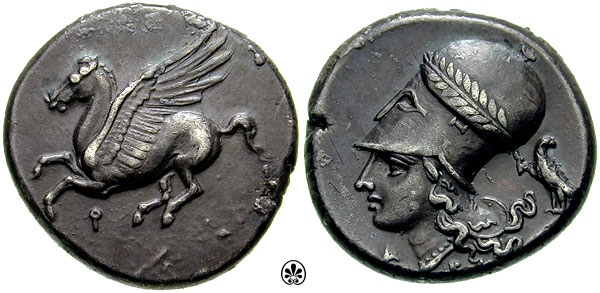
Antik korintisk stater. () Athena bär en korintisk hjälm. Qoppa symboliser den arkaiska stavningen av staden (όρινθος).